# Torneio Hubert Jerzeg Wagner de Voleibol de 2014
O Torneio Hubert Jerzeg Wagner de Voleibol de 2014 foi 12ª edição desta competição amistosa organizada pela Fundação Hubert Jerzy Wagner em parceria com a Federação Polonesa de Voleibol (em polonês/polaco:  Polski Związek Piłki Siatkowej) que ocorreu em Cracóvia, Polônia, de 16 a 18 de agosto.
A seleção russa conquistou seu segundo título da competição e o oposto russo Dmitriy Muserskiy foi eleito o melhor jogador do torneio.

## Formato da disputa
Disputa em turno único, com todas as seleções se enfrentando.

### Critérios de desempate
1. Número de vitórias
2. Número de pontos
3. Sets average
4. Pontos average

Partidas terminadas em 3–0 ou 3–1: 3 pontos para o vencedor, 0 pontos para o perdedor;
Partidas terminadas em 3–2: 2 pontos para o vencedor, 1 ponto para o perdedor.

## Seleções participantes
As seguintes seleções foram selecionadas para competir o torneio.
| Equipe   | Última participação |
| -------- | ------------------- |
| Polônia  | 2013                |
| Bulgária | 2010                |
| China    | 2009                |
| Rússia   | 2013                |

## Local das partidas
| Cracóvia, Polônia  |
| ------------------ |
| Tauron Arena       |
|                    |
| Capacidade: 15 328 |

## Fase única
|     |          |     | Jogos | Jogos | Jogos | Resultados | Resultados | Resultados | Resultados | Resultados | Resultados | Sets | Sets | Sets  | Pontos | Pontos | Pontos |
| Pos | Equipe   | Pts | T     | V     | D     | 3–0        | 3–1        | 3–2        | 2–3        | 1–3        | 0–3        | V    | P    | R     | V      | P      | R      |
| --- | -------- | --- | ----- | ----- | ----- | ---------- | ---------- | ---------- | ---------- | ---------- | ---------- | ---- | ---- | ----- | ------ | ------ | ------ |
| 1   | Rússia   | 7   | 3     | 2     | 1     | 1          | 1          | 0          | 1          | 0          | 0          | 8    | 4    | 2,000 | 280    | 258    | 1.085  |
| 2   | Polônia  | 6   | 3     | 2     | 1     | 1          | 0          | 1          | 1          | 0          | 0          | 8    | 5    | 1.600 | 298    | 277    | 1.076  |
| 3   | Bulgária | 4   | 3     | 2     | 1     | 0          | 0          | 2          | 0          | 1          | 0          | 7    | 7    | 1,000 | 312    | 318    | 0.981  |
| 4   | China    | 1   | 3     | 0     | 3     | 0          | 0          | 0          | 1          | 0          | 2          | 2    | 9    | 0.222 | 226    | 263    | 0.859  |

### Resultados
- Todas as partidas seguiram o fuso horário local (UTC+2).

| Data   | Hora  |          | Placar |          | Set 1 | Set 2 | Set 3 | Set 4 | Set 5 | Total   | Relatório |
| ------ | ----- | -------- | ------ | -------- | ----- | ----- | ----- | ----- | ----- | ------- | --------- |
| 16 ago | 17:30 | China    | 0–3    | Rússia   | 24–26 | 21–25 | 17–25 |       |       | 62–76   | Resultado |
| 16 ago | 20:30 | Polônia  | 2–3    | Bulgária | 25–20 | 23–25 | 27–29 | 26–24 | 13–15 | 114–113 | Resultado |
| 17 ago | 17:30 | Bulgária | 1–3    | Rússia   | 23–25 | 25–22 | 20–25 | 19–25 |       | 87–97   | Resultado |
| 17 ago | 20:30 | Polônia  | 3–0    | China    | 25–18 | 25–22 | 25–17 |       |       | 75–57   | Resultado |
| 18 ago | 17:30 | China    | 2–3    | Bulgária | 22–25 | 25–22 | 25–20 | 17–25 | 18–20 | 107–112 | Resultado |
| 18 ago | 20:30 | Polônia  | 3–2    | Rússia   | 22–25 | 26–24 | 20–25 | 26–24 | 15–9  | 109–107 | Resultado |

## Classificação final
| Posição | Equipe   |
| ------- | -------- |
| 1       | Rússia   |
| 2       | Polônia  |
| 3       | Bulgária |
| 4       | China    |

## Premiações
| Torneio Hubert Jerzeg Wagner de 2014 |
| Rússia                               |
| ------------------------------------ |
| Rússia Campeã (2º título)            |

### Individuais
Os atletas que se destacaram individualmente foramː
| - Most Valuable Player (MVP) Dmitriy Muserskiy - Melhor ataque Tsvetan Sokolov - Melhor saque Piotr Nowakowski - Melhor bloqueador Nikolay Apalikov | - Melhor recepção Alexey Spiridonov - Melhor levantador Sergey Grankin - Melhor líbero Krzysztof Ignaczak |